# Cardiopetalum calophyllum
Cardiopetalum calophyllum är en kirimojaväxtart som beskrevs av Diederich Franz Leonhard von Schlechtendal. Cardiopetalum calophyllum ingår i släktet Cardiopetalum och familjen kirimojaväxter. Inga underarter finns listade i Catalogue of Life.

## Bildgalleri

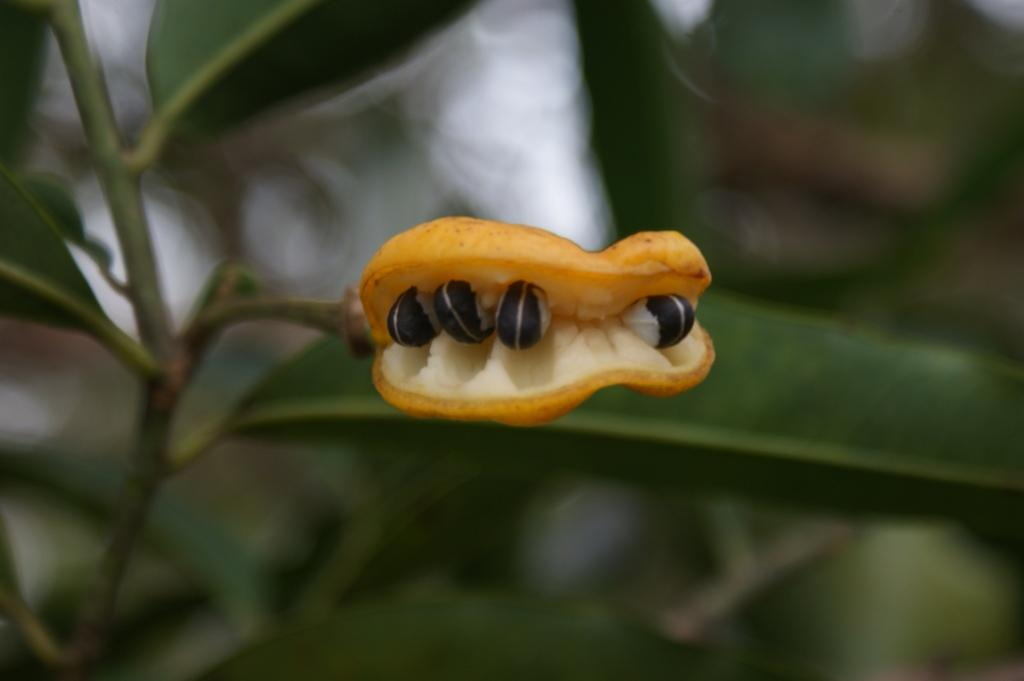